# Wereldkampioenschappen openwaterzwemmen 2015
De wereldkampioenschappen openwaterzwemmen 2015 werden van 25 juli tot en met 1 augustus 2015 gehouden in de Kazanka in Kazan, Rusland. Het toernooi was integraal onderdeel van de wereldkampioenschappen zwemsporten 2015.

## Programma
| Onderdeel       | Juli/Augustus | Juli/Augustus | Juli/Augustus | Juli/Augustus | Juli/Augustus | Juli/Augustus | Juli/Augustus | Juli/Augustus |
| Onderdeel       | 25            | 26            | 27            | 28            | 29            | 30            | 31            | 1             |
| --------------- | ------------- | ------------- | ------------- | ------------- | ------------- | ------------- | ------------- | ------------- |
| 5 km (m)        | Goud          |               |               |               |               |               |               |               |
| 10 km (m)       |               |               | Goud          |               |               |               |               |               |
| 25 km (m)       |               |               |               |               |               |               |               | Goud          |
|                 |               |               |               |               |               |               |               |               |
| 5 km (v)        | Goud          |               |               |               |               |               |               |               |
| 10 km (v)       |               |               |               | Goud          |               |               |               |               |
| 25 km (v)       |               |               |               |               |               |               |               | Goud          |
|                 |               |               |               |               |               |               |               |               |
| Landenwedstrijd |               |               |               |               |               | Goud          |               |               |
| Totaal          | 2             |               | 1             | 1             |               | 1             |               | 2             |

## Medailles

### Mannen
| Onderdeel | Goud | Goud              | Zilver | Zilver         | Brons | Brons              |
| --------- | ---- | ----------------- | ------ | -------------- | ----- | ------------------ |
| 5 km      | RSA  | Chad Ho           | GER    | Rob Muffels    | ITA   | Matteo Furlan      |
| 10 km     | USA  | Jordan Wilimovsky | NED    | Ferry Weertman | GRE   | Spyridon Giannotis |
| 25 km     | ITA  | Simone Ruffini    | USA    | Alex Meyer     | ITA   | Matteo Furlan      |

### Vrouwen
| Onderdeel | Goud | Goud              | Zilver | Zilver                | Brons | Brons             |
| --------- | ---- | ----------------- | ------ | --------------------- | ----- | ----------------- |
| 5 km      | USA  | Haley Anderson    | GRE    | Kalliopi Araouzou     | GER   | Finnia Wunram     |
| 10 km     | FRA  | Aurélie Muller    | NED    | Sharon van Rouwendaal | BRA   | Ana Marcela Cunha |
| 25 km     | BRA  | Ana Marcela Cunha | HUN    | Anna Olasz            | GER   | Angela Maurer     |

### Gemengd
| Onderdeel       | Goud | Goud                                          | Zilver | Zilver                                               | Brons           | Brons           |
| --------------- | ---- | --------------------------------------------- | ------ | ---------------------------------------------------- | --------------- | --------------- |
| Landenwedstrijd | GER  | Christian Reichert Isabelle Härle Rob Muffels | BRA    | Ana Marcela Cunha Allan do Carmo Diogo Villarinho    | Niet uitgereikt | Niet uitgereikt |
| Landenwedstrijd | GER  | Christian Reichert Isabelle Härle Rob Muffels | NED    | Marcel Schouten Ferry Weertman Sharon van Rouwendaal | Niet uitgereikt | Niet uitgereikt |

### Medaillespiegel
| Plaats | Land             | Goud | Zilver | Brons | Totaal |
| 1      | Verenigde Staten | 2    | 1      | 0     | 3      |
| 2      | Duitsland        | 1    | 1      | 2     | 4      |
| 3      | Brazilië         | 1    | 1      | 1     | 3      |
| 4      | Italië           | 1    | 0      | 2     | 3      |
| 5      | Frankrijk        | 1    | 0      | 0     | 1      |
| 5      | Zuid-Afrika      | 1    | 0      | 0     | 1      |
| 7      | Nederland        | 0    | 3      | 0     | 3      |
| 8      | Griekenland      | 0    | 1      | 1     | 2      |
| 9      | Hongarije        | 0    | 1      | 0     | 1      |
| Totaal | Totaal           | 7    | 8      | 6     | 21     |